# Ignacio Oregui
Ignacio Oregui Arriategui (Vergara, Guipúzcoa, España, 2 de junio de 1938) es un exfutbolista español que se desempeñaba como guardameta.

## Clubes
| Club              | País   | Año       |
| ----------------- | ------ | --------- |
| U. D. Las Palmas  | España | 1961-1973 |
| Real Murcia C. F. | España | 1973-1974 |